# 四元化合物

四元化合物であるクロロジフルオロメタン(CHClF_{2})のモデル

無機化学の世界では、四元化合物（しげんかごうぶつ、英: tetranary compound）は4種類の異なる元素を含む化合物である。代表的な例として、クロロジフルオロメタン(CHClF2)や、炭酸水素ナトリウム(NaHCO3)などがあげられる。